# English Rock
Der English Rock ist ein Felsvorsprung im westantarktischen Marie-Byrd-Land. In den Crary Mountains ragt er am Westhang des Mount Frakes auf.
Der United States Geological Survey kartierte ihn anhand eigener Vermessungen und Luftaufnahmen der United States Navy aus den Jahren von 1959 bis 1966. Das Advisory Committee on Antarctic Names benannte ihn 1975 nach Claude L. English Jr. von der Flugstaffel VXE-6 der US Navy, der 1961, 1962, 1965 und 1970 an Kampagnen der Operation Deep Freeze teilgenommen hatte.